# 富士東和佳
富士東 和佳（ふじあずま かずよし、1987年4月19日 - ）は、東京都足立区出身で玉ノ井部屋所属の現役大相撲力士。本名は渋谷 和由（しぶや かずよし）。身長180.5cm、体重166.3kg、血液型はO型。得意手は突き、押し、左四つ。最高位は西前頭4枚目（2013年7月場所）。ニックネームは「（角界の）おかわり君」、シブ。

## 来歴
足立区立亀田小学校5年の時に相撲を始め、6年時にはわんぱく相撲全国大会で2位となった。足立区立第九中学校卒業直前に、小学校時代から稽古に通っていた玉ノ井部屋に入門し、2003年3月場所において初土俵を踏んだ。同期生に佐田の海らがいる。小学生の頃から玉ノ井部屋とは縁があったため、当時からいずれ大相撲入りする運命だったのだろうと感じていた。
新弟子時代には稽古がつらいと感じることはあったが、それでも実家と部屋が余りに近く、中途半端なまま辞めると目立って知り合いに白い目で見られるため我慢した。体格を生かした押し相撲を武器として、2005年7月場所に幕下へ昇進し、2006年11月場所では自己最高位となる東幕下11枚目の位置まで昇進したものの、一時期は首を痛めて三段目まで陥落した。その後も長らく幕下に在位し続け、2011年1月場所において新十両へ昇進した。14代玉ノ井（元大関・栃東）が玉ノ井部屋を継承してからは初となる関取となった。同年5月技量審査場所では西十両8枚目の位置で9勝6敗と勝ち越しを果たし、通常ならば幕内へは上がれない位置と成績だったものの、大相撲八百長問題で多くの力士が引退した影響を受けて、翌7月場所において新入幕を果たした。
新入幕となった2011年7月場所では10勝5敗という好成績を挙げたものの、翌9月場所から5場所連続して負け越してしまい、2012年7月場所において十両へ陥落した。その7月場所では10勝5敗と大きく勝ち越し、翌9月場所において再入幕を果たした。場所後の2014年2月4日には左目網膜剥離の手術を受けていたことが明らかになり、3月9日には協会から「左裂孔原性網膜剥離」で今月末まで安静を要すると診断されたことが発表された。これにより富士東は初土俵以来初めてとなる休場となった。西十両9枚目の地位で迎えた7月場所には目薬を差す必要が無くなるほど左目の状態が改善されており、この場所では8勝7敗の勝ち越しを治めた。網膜剥離になったことで恐怖心が芽生えて1年ほど十両で停滞していたが「いつまでも十両で取っていてもだめだ。目も大丈夫だし、早く幕内に戻りたい」と決意した富士東は2015年3月場所に12勝3敗で十両優勝を収め、翌5月場所には再入幕を果たした。しかし5月場所は3勝12敗と大きく負け越して一場所で十両に逆戻りとなる。そこからは再び十両での土俵が続いていたが、2016年9月場所は東十両14枚目の地位で5勝10敗の大敗を喫し、これにより34場所連続で務めた関取の地位を手放すこととなった。幕下陥落後は2場所連続で勝ち越し、2017年3月場所にて十両に復帰した。しかし6勝9敗と負け越して再び幕下に陥落した。以降は幕下での土俵が続いている。2019年3月場所は東幕下2枚目で4勝3敗と場所後の再十両が十分有り得る成績であったが、翌5月場所は東幕下筆頭に留まった。その5月場所では3勝4敗と負け越し、さらに東幕下5枚目に落とした7月場所でも2勝5敗として出直しとなった。2020年3月場所、西幕下3枚目で5勝2敗とし、3月25日の番付編成会議で約3年ぶりの十両復帰が決定した。
土俵の外では、テレビのバラエティ番組への出演の他、2014年4月26日公開の映画『テルマエ・ロマエII』に、力士役として出演している。
2020年9月10日、2019新型コロナウイルスに感染していることが判明したことが報じられた。5日に同部屋所属の幕下以下の力士の感染が確認されており、部屋所属の協会員として検査をうけたところ判明したという。このため、9月場所は全休となる。11月場所は初日より不振で15戦全敗となった（前の9月場所では王輝が十両で15戦全敗を喫しており、十両で2場所連続で15戦全敗力士が出るのは史上初めてとなる）。
幕下に落ちた2021年1月場所も連敗は止まらず、4番相撲に負けて関取経験者としては史上1位だった21連敗に並び、最終的に23連敗まで記録を伸ばしてしまった（2020年7月場所14日目から）が、13日目の7番相撲で徳之武藏を破って連敗を止め、2場所連続の全敗も免れた。
2023年5月場所では1番相撲から6連敗を喫し、7番相撲の大成龍戦で勝利し全敗を免れるも1勝6敗に終わり翌場所には三段目に陥落した。
現在は番付は下がっているが、2024年2月に公開された元臥牙丸のYouTubeチャンネル動画で、稽古で鍛えた体の張りを評価されている。

## エピソード
- 現役力士の中でも「えびすこ」として知られており、白米と焼肉が大好物である。中でも牛タンは軽く10人前を平らげるそうである。反面汁物は好まず、ちゃんこ鍋も汁を飲まずに具だけをおかわりするという。外食では足立区の焼肉屋に足しげく通い、場所中に焼肉屋皆勤を果たしたこともある[8]。
- 幼稚園などのイベントで訪問するとトトロと形容されることが多い[8]。
- 境川部屋へ出稽古に訪れることが多く、本人も「僕には3人の師匠がいて、当代と先代と境川親方です」と答えたことがある[9]。
- 2013年5月場所初日にNHK大相撲中継で解説を担当していた二子山（元大関・雅山）は「一時期彼がダイエットしていると聞きまして、呼んで怒りました。重い突き押しが彼の魅力ですから」と話したことがある。
- 5人兄弟で、自らを除いて4人ともバレーボール経験があるという[10]。そういった縁や四股名に富士（フジ）が入っていることから2015年6月、ワールドカップ（8月-9月に開催）を放送するフジテレビから、大会マスコットのバボちゃんをあしらったピンク色の化粧まわしが贈呈された[11]。好きな選手は迫田さおりと語っている。
- 好きな歌手はニッキー・ミナージュ[12]。

## 主な成績
2025年7月場所終了現在

### 通算成績
- 通算成績：594勝599敗35休（133場所）
- 幕内成績：105勝135敗15休（17場所）

### 場所別成績
| | 一月場所 初場所（東京） | 三月場所 春場所（大阪）  | 五月場所 夏場所（東京） | 七月場所 名古屋場所（愛知） | 九月場所 秋場所（東京）  | 十一月場所 九州場所（福岡） |
| --- | ----------------------- | ------------------------ | ----------------------- | --------------------------- | ------------------------ | --------------------------- |
| 2003年 （平成15年） | x                       | （前相撲）               | 東序ノ口13枚目 5–2      | 西序二段78枚目 5–2          | 東序二段34枚目 4–3       | 西序二段12枚目 4–3          |
| 2004年 （平成16年） | 東三段目92枚目 5–2      | 東三段目58枚目 5–2       | 西三段目28枚目 4–3      | 東三段目13枚目 4–3          | 西三段目2枚目 3–4        | 東三段目15枚目 3–4          |
| 2005年 （平成17年） | 東三段目30枚目 4–3      | 東三段目20枚目 4–3       | 西三段目7枚目 4–3       | 西幕下57枚目 4–3            | 西幕下47枚目 5–2         | 西幕下31枚目 5–2            |
| 2006年 （平成18年） | 西幕下17枚目 4–3        | 東幕下14枚目 2–5         | 西幕下30枚目 2–5        | 西幕下47枚目 5–2            | 東幕下32枚目 6–1         | 東幕下11枚目 3–4            |
| 2007年 （平成19年） | 東幕下18枚目 2–5        | 東幕下37枚目 4–3         | 西幕下31枚目 3–4        | 西幕下38枚目 4–3            | 東幕下31枚目 1–6         | 東三段目3枚目 3–4           |
| 2008年 （平成20年） | 西三段目12枚目 5–2      | 東幕下53枚目 4–3         | 東幕下44枚目 5–2        | 西幕下29枚目 4–3            | 西幕下24枚目 6–1         | 西幕下8枚目 2–5             |
| 2009年 （平成21年） | 東幕下24枚目 4–3        | 東幕下18枚目 5–2         | 東幕下10枚目 4–3        | 西幕下8枚目 3–4             | 東幕下15枚目 3–4         | 東幕下20枚目 5–2            |
| 2010年 （平成22年） | 西幕下15枚目 4–3        | 東幕下11枚目 3–4         | 西幕下16枚目 5–2        | 西幕下7枚目 4–3             | 西幕下2枚目 3–4          | 西幕下5枚目 5–2             |
| 2011年 （平成23年） | 西十両13枚目 8–7        | 八百長問題 により中止    | 西十両8枚目 9–6         | 東前頭15枚目 10–5           | 東前頭7枚目 6–9          | 西前頭10枚目 7–8            |
| 2012年 （平成24年） | 東前頭11枚目 7–8        | 西前頭12枚目 5–10        | 東前頭15枚目 3–12       | 西十両5枚目 10–5            | 東前頭15枚目 8–7         | 東前頭13枚目 8–7            |
| 2013年 （平成25年） | 西前頭11枚目 8–7        | 東前頭9枚目 8–7          | 東前頭7枚目 8–7         | 西前頭4枚目 5–10            | 東前頭8枚目 6–9          | 西前頭12枚目 8–7            |
| 2014年 （平成26年） | 西前頭9枚目 5–10        | 東前頭13枚目 休場 0–0–15 | 東十両8枚目 7–8         | 西十両9枚目 8–7             | 西十両6枚目 7–8          | 西十両7枚目 7–8             |
| 2015年 （平成27年） | 東十両8枚目 9–6         | 東十両3枚目 優勝 12–3    | 東前頭13枚目 3–12       | 東十両5枚目 10–5            | 東十両筆頭 6–9           | 西十両4枚目 9–6             |
| 2016年 （平成28年） | 西十両筆頭 6–9          | 東十両3枚目 5–10         | 東十両7枚目 7–8         | 東十両8枚目 4–11            | 東十両14枚目 5–10        | 東幕下4枚目 4–3             |
| 2017年 （平成29年） | 東幕下3枚目 5–2         | 西十両14枚目 6–9         | 東幕下2枚目 2–5         | 東幕下12枚目 4–3            | 東幕下10枚目 2–5         | 東幕下20枚目 3–4            |
| 2018年 （平成30年） | 西幕下26枚目 4–3        | 東幕下23枚目 6–1         | 西幕下8枚目 1–6         | 東幕下31枚目 5–2            | 西幕下19枚目 3–4         | 西幕下28枚目 6–1            |
| 2019年 （平成31年 /令和元年） | 東幕下10枚目 6–1        | 東幕下2枚目 4–3          | 東幕下筆頭 3–4          | 東幕下5枚目 2–5             | 東幕下12枚目 3–4         | 西幕下17枚目 5–2            |
| 2020年 （令和2年） | 西幕下7枚目 4–3         | 西幕下3枚目 5–2          | 感染症拡大 により中止   | 東十両11枚目 6–9            | 東十両14枚目 休場 0–0–15 | 東十両14枚目 0–15           |
| 2021年 （令和3年） | 東幕下13枚目 1–6        | 東幕下34枚目 4–3         | 東幕下24枚目 3–4        | 東幕下32枚目 3–4            | 東幕下40枚目 4–3         | 東幕下29枚目 4–3            |
| 2022年 （令和4年） | 西幕下23枚目 3–4        | 西幕下30枚目 3–4         | 東幕下36枚目 3–4        | 東幕下47枚目 2–4–1          | 東幕下47枚目 3–4         | 東三段目2枚目 5–2           |
| 2023年 （令和5年） | 東幕下40枚目 4–3        | 東幕下31枚目 3–4         | 西幕下40枚目 1–6        | 西三段目4枚目 2–5           | 東三段目29枚目 4–3       | 西三段目15枚目 3–4          |
| 2024年 （令和6年） | 東三段目30枚目 3–4      | 西三段目41枚目 4–3       | 西三段目27枚目 4–3      | 西三段目14枚目 5–2          | 東幕下50枚目 3–4         | 西幕下60枚目 5–2            |
| 2025年 （令和7年） | 西幕下36枚目 3–4        | 東幕下46枚目 2–4–1       | 東三段目10枚目 1–3–3    | 西三段目46枚目 5–2          | x                        | x                           |
| 各欄の数字は、「勝ち-負け-休場」を示す。 優勝 引退 休場 十両 幕下 三賞：敢=敢闘賞、殊=殊勲賞、技=技能賞 その他：★=金星 番付階級：幕内 - 十両 - 幕下 - 三段目 - 序二段 - 序ノ口 幕内序列：横綱 - 大関 - 関脇 - 小結 - 前頭（「#数字」は各位内の序列） |                         |                          |                         |                             |                          |                             |

### 幕内対戦成績
2025年3月場所終了現在
| 力士名   | 勝数 | 負数 | 力士名   | 勝数 | 負数 | 力士名     | 勝数 | 負数 | 力士名 | 勝数 | 負数 |
| -------- | ---- | ---- | -------- | ---- | ---- | ---------- | ---- | ---- | ------ | ---- | ---- |
| 碧山     | 1    | 3    | 朝赤龍   | 1    | 2    | 旭日松     | 4    | 0    | 安美錦 | 3    | 1    |
| 阿夢露   | 0    | 1    | 荒鷲     | 1    | 0    | 阿覧       | 2    | 1    | 勢     | 4    | 2    |
| 遠藤     | 1    | 1    | 大砂嵐   | 0    | 1    | 隠岐の海   | 1    | 2    | 魁聖   | 3    | 5    |
| 臥牙丸   | 1    | 5    | 鏡桜     | 0    | 1    | 北太樹     | 2    | 7    | 木村山 | 2    | 0    |
| 旭秀鵬   | 2    | 2    | 旭天鵬   | 1    | 5    | 豪栄道     | 0    | 1    | 黒海   | 1    | 0    |
| 琴勇輝   | 1    | 3    | 磋牙司   | 4    | 1    | 佐田の富士 | 6    | 7    | 常幸龍 | 2    | 1    |
| 翔天狼   | 5    | 5    | 松鳳山   | 0    | 3    | 大道       | 5    | 4    | 貴ノ岩 | 0    | 2    |
| 隆の山   | 2    | 2    | 高見盛   | 1    | 0    | 髙安       | 1    | 3    | 宝富士 | 1    | 8    |
| 豪風     | 2    | 1    | 玉飛鳥   | 2    | 1    | 玉鷲       | 3    | 6    | 千代鳳 | 1    | 0    |
| 千代大龍 | 1    | 3    | 千代の国 | 2    | 2    | 千代丸     | 0    | 1    | 剣武   | 1    | 0    |
| 天鎧鵬   | 4    | 0    | 時天空   | 1    | 7    | 德勝龍     | 1    | 0    | 土佐豊 | 1    | 0    |
| 栃煌山   | 1    | 0    | 栃ノ心   | 0    | 2    | 栃乃洋     | 1    | 0    | 栃乃若 | 5    | 2    |
| 豊ノ島   | 0    | 3    | 豊響     | 0    | 4    | 寶智山     | 1    | 1    | 豊真将 | 0    | 1    |
| 舛ノ山   | 2    | 2    | 妙義龍   | 1    | 0    | 嘉風       | 4    | 5    | 若荒雄 | 2    | 3    |
| 若の里   | 3    | 3    |          |      |      |            |      |      |        |      |      |

## 改名歴
- 渋谷 和由（しぶや かずよし）2003年3月場所 - 2009年3月場所
- 富士東 和佳（ふじあずま かずよし）2009年5月場所 -

## 主な出演

### 映画
- テルマエ・ロマエII（2014年） - 力士 役

### テレビドラマ
- 民王 第3話（2015年7月31日、テレビ朝日） - 力士 役[14]
- トットてれび 第2話（2016年5月7日、NHK） - 力士 役